# 薩克森的克里斯蒂娜 (1461-1521)
薩克森的克里斯蒂娜（德語：Christina von Sachsen，1461年12月25日—1521年12月8日），丹麥、挪威和瑞典王后，薩克森選侯恩斯特的女兒。

## 家庭
1478年，克里斯蒂娜與丹麥國王克里斯蒂安一世的兒子漢斯結婚，兩人共有4子1女：
1. 恩斯特（1480年—1500年），早逝
2. 克里斯蒂安（1481年—1559年）
3. 雅各（英语：Jacob the Dacian）（1484年—1566年）
4. 丹麥的伊莉莎白（1485年—1555年）
5. 法蘭斯（英语：Francis of Denmark）（1497年—1511年），早逝